# 高島水際線公園
高島水際線公園（たかしますいさいせんこうえん）は、神奈川県横浜市西区みなとみらい六丁目にある都市公園。面積約1.3ヘクタール。

## 概要
みなとみらい中央地区の帷子川下流・港湾部沿岸（水際線）にあたる63街区・64街区にて、2011年5月25日に開園した。園内には親水ゾーンである「潮入りの池」（通常は柵がしてあり立入禁止）を設けている。潮位の変化により、池の水位も変化する。
東海道本線の貨物支線である高島線が園内を跨いで走っており、分断している東西の園内を接続する「公園連絡橋」から路線を見渡すことができる（かつては付近一帯に貨物駅の高島駅が存在した）。希少な臨時列車が運行される際には多くの撮影者で賑わう有名撮影地でもある。また、港湾部の水際線を挟んで対岸にはポートサイド地区を望める。
当公園の西端にある階段やスロープによってみなとみらい大橋（みなとみらい大通り）へ上ることができる（※後述のデッキ整備工事の一環でいずれも撤去され、2025年3月に仮設スロープがデッキと共に暫定供用されたが、本設スロープと階段は2025年度に再整備予定）。さらに、日産本社ビルなどがある66・67街区帷子川沿いの「水際線プロムナード」とみなとみらい大橋の下を通って接続しており、このプロムナードにより「はまみらいウォーク」及び「NISSANウォーク」へのアクセスや国道1号に抜けることも可能である。
園内にはトイレは設置されているが駐車場はない。2016年時点で近くに工事用車両の駐車場があるが、公園利用者の駐車はできないので注意が必要である。
音楽アリーナ「Kアリーナ横浜」を含む60・61街区複合開発（ミュージックテラス、2023年9月開業）に関連したみなとみらい大橋までの歩行者デッキ「高島水際線デッキ」（2025年3月暫定開通）整備の一環で、2021年12月より当公園内でも工事が行われている。

## モニュメント
園内には造成工事中に発見された「いかり」、「車輪」、「横浜港導水堤の袋詰めコンクリート」を使用したモニュメントが設置されていたが、横浜港導水堤は上述のデッキ整備工事の一環で2022年1月に撤去された（デッキ整備後については不明）。

いかり（2011年12月）
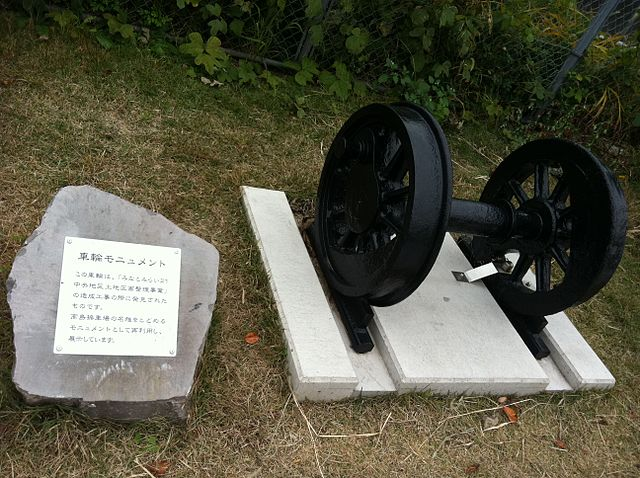
車輪（2011年12月）

## 園内ギャラリー

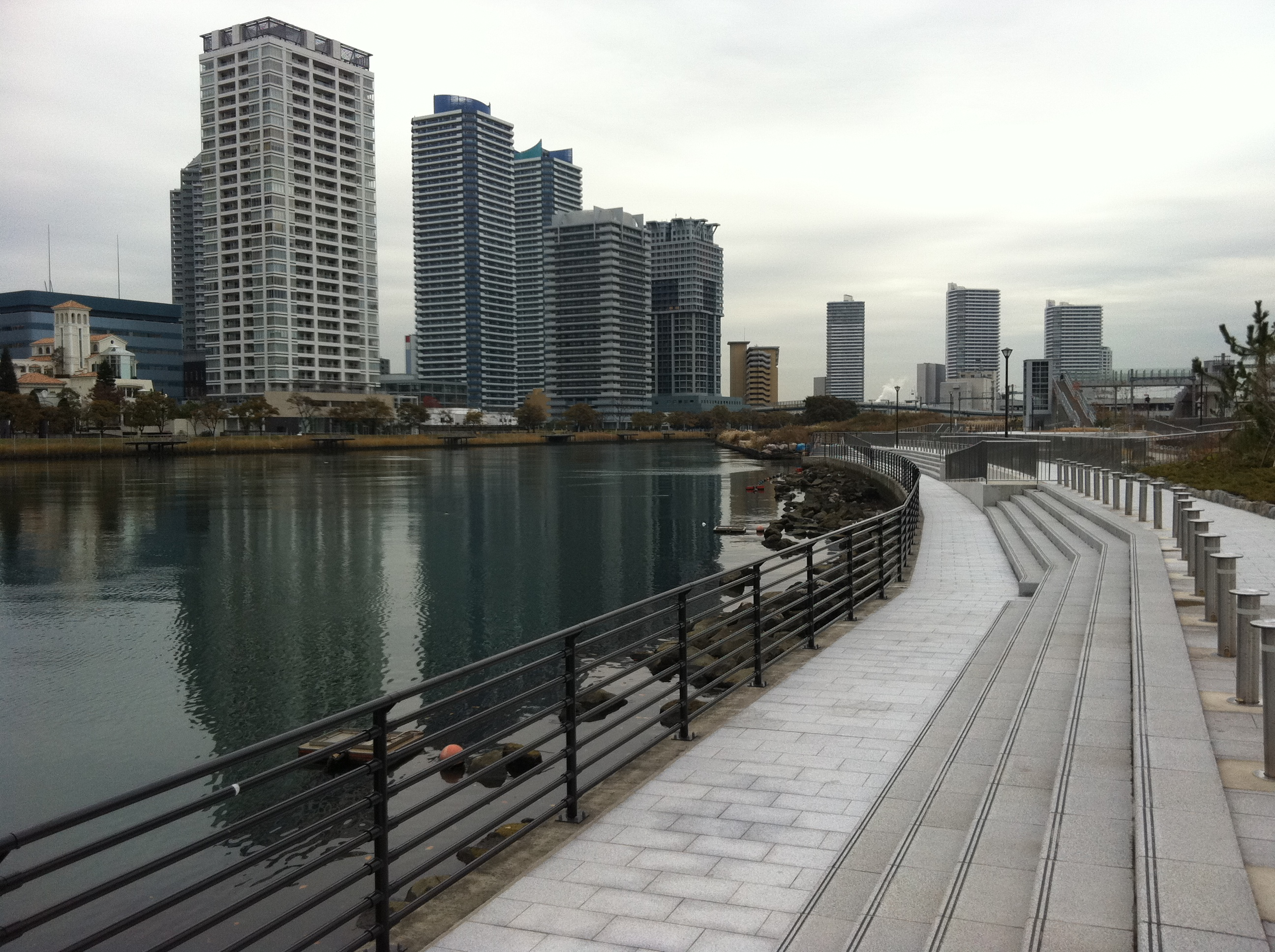
対岸はポートサイド地区
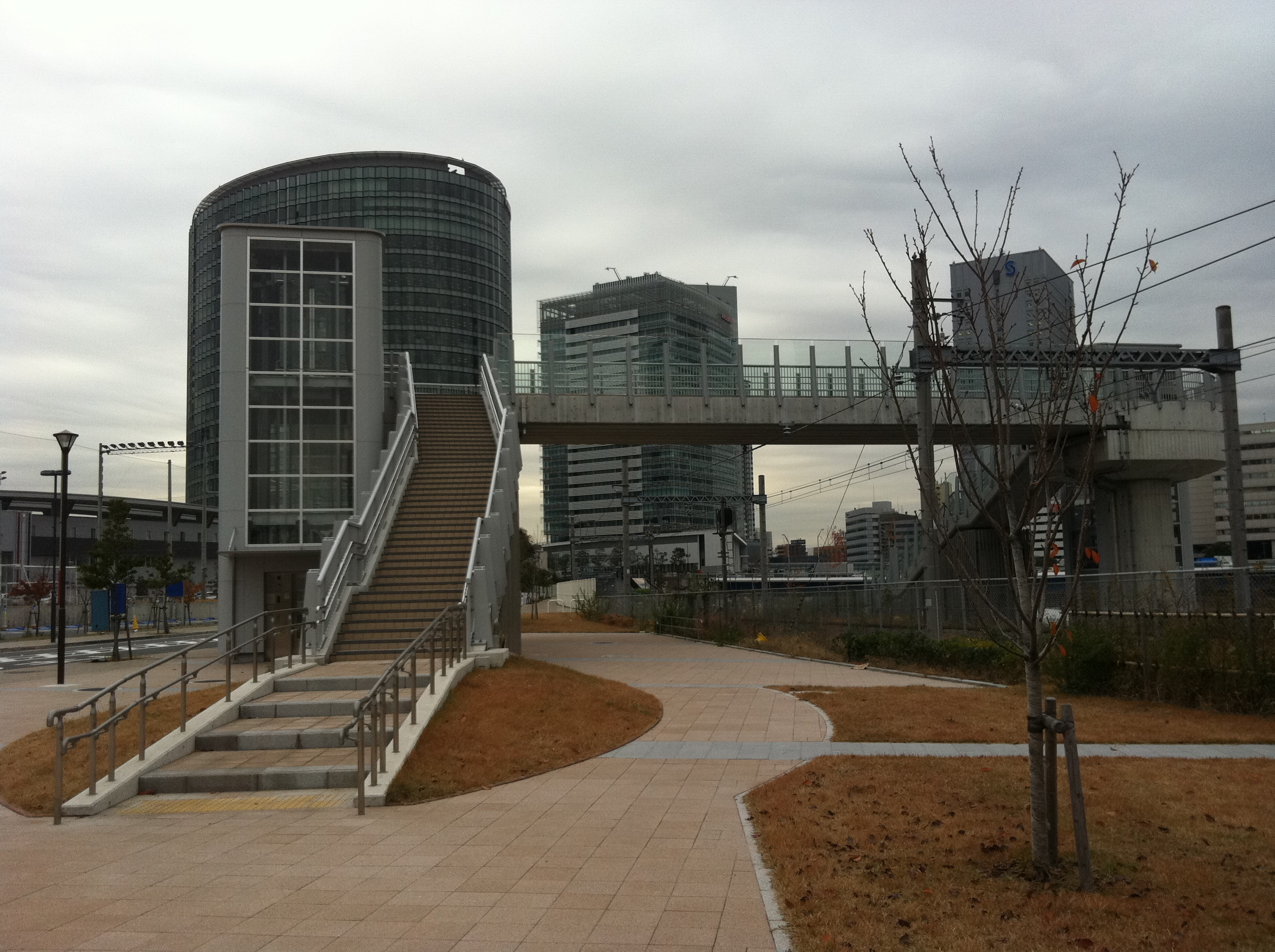
園内を繋ぐ連絡橋
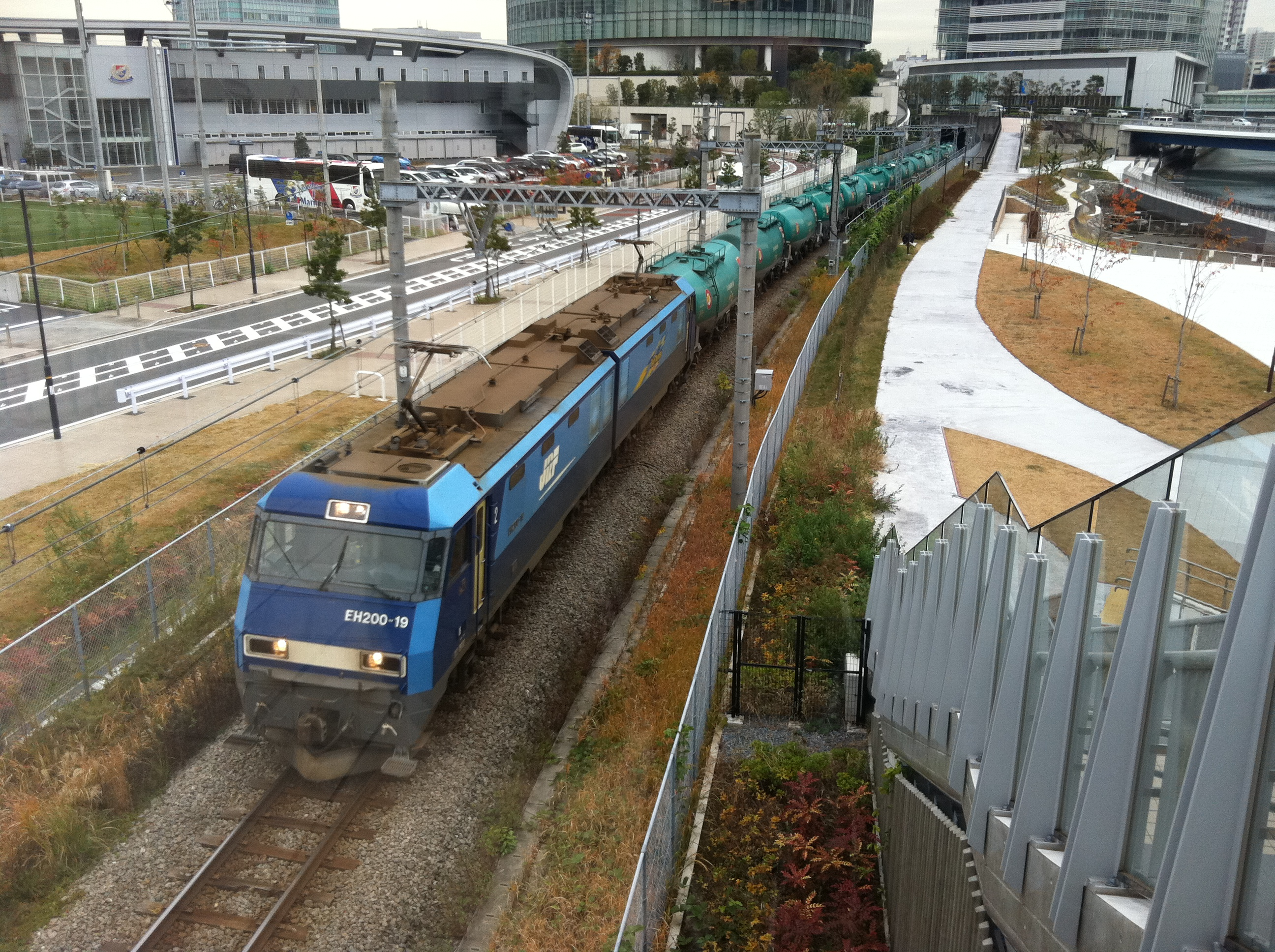
貨物線（連絡橋より）
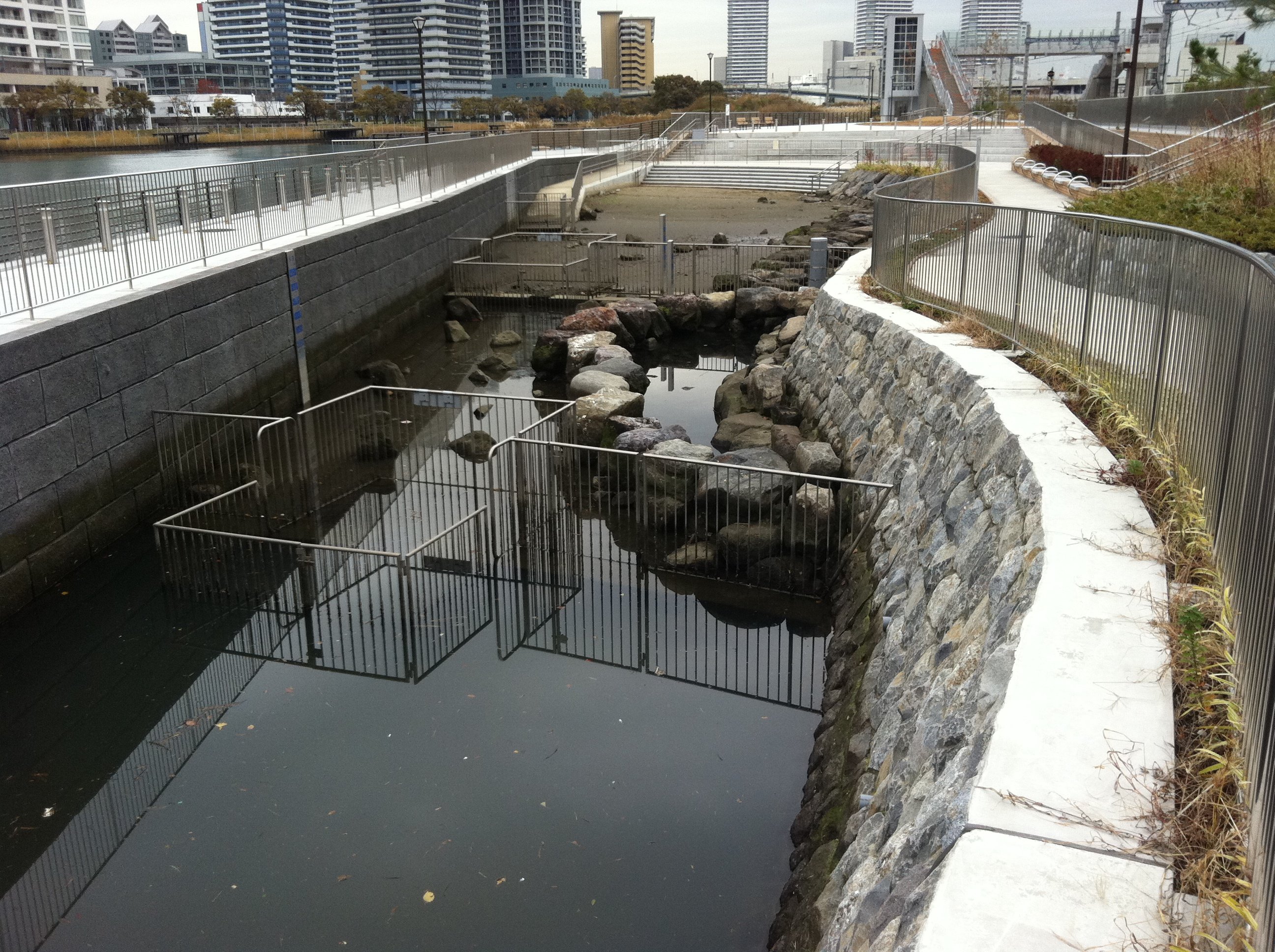
親水ゾーン「潮入りの池」
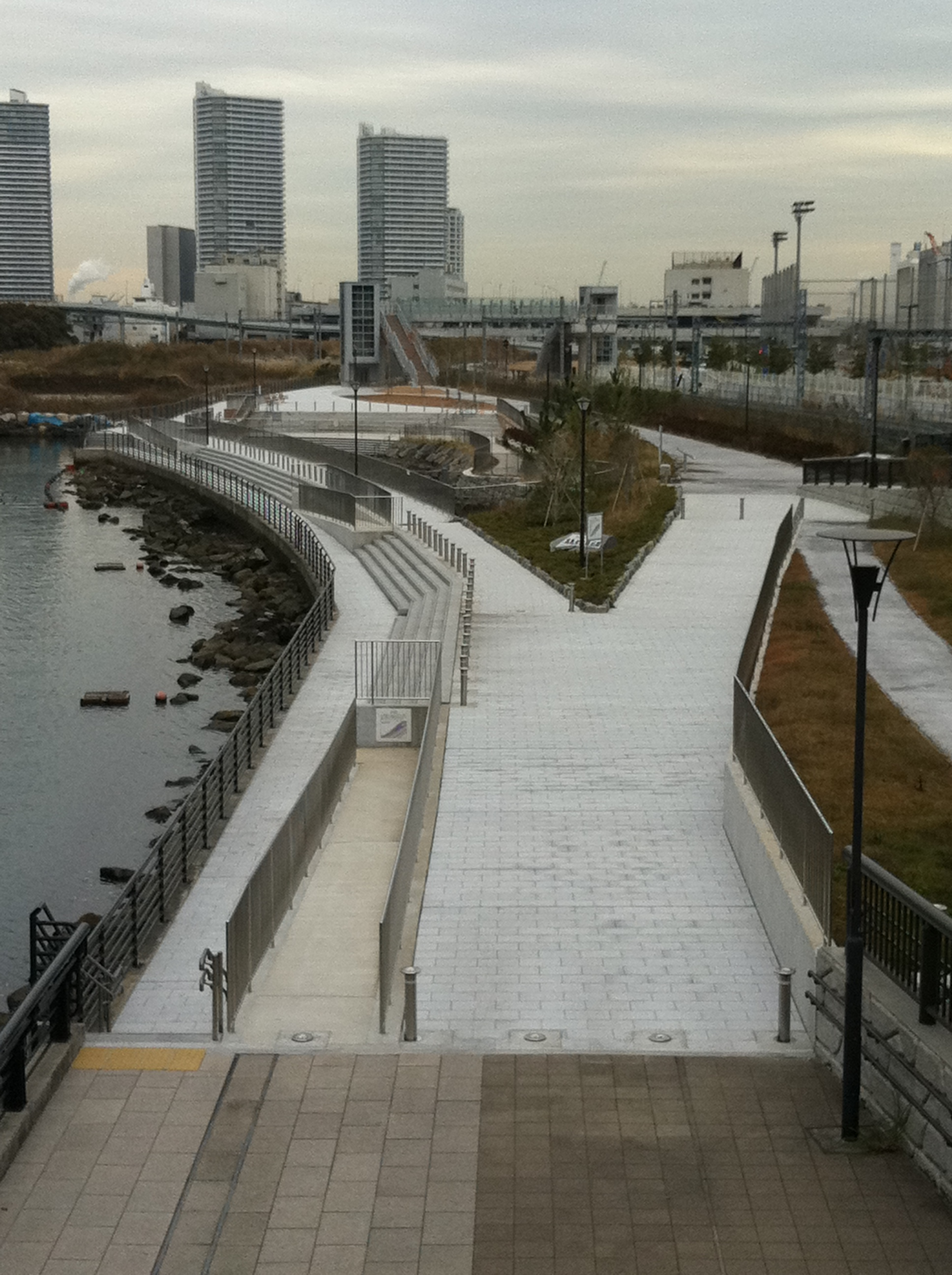
池のある公園西側
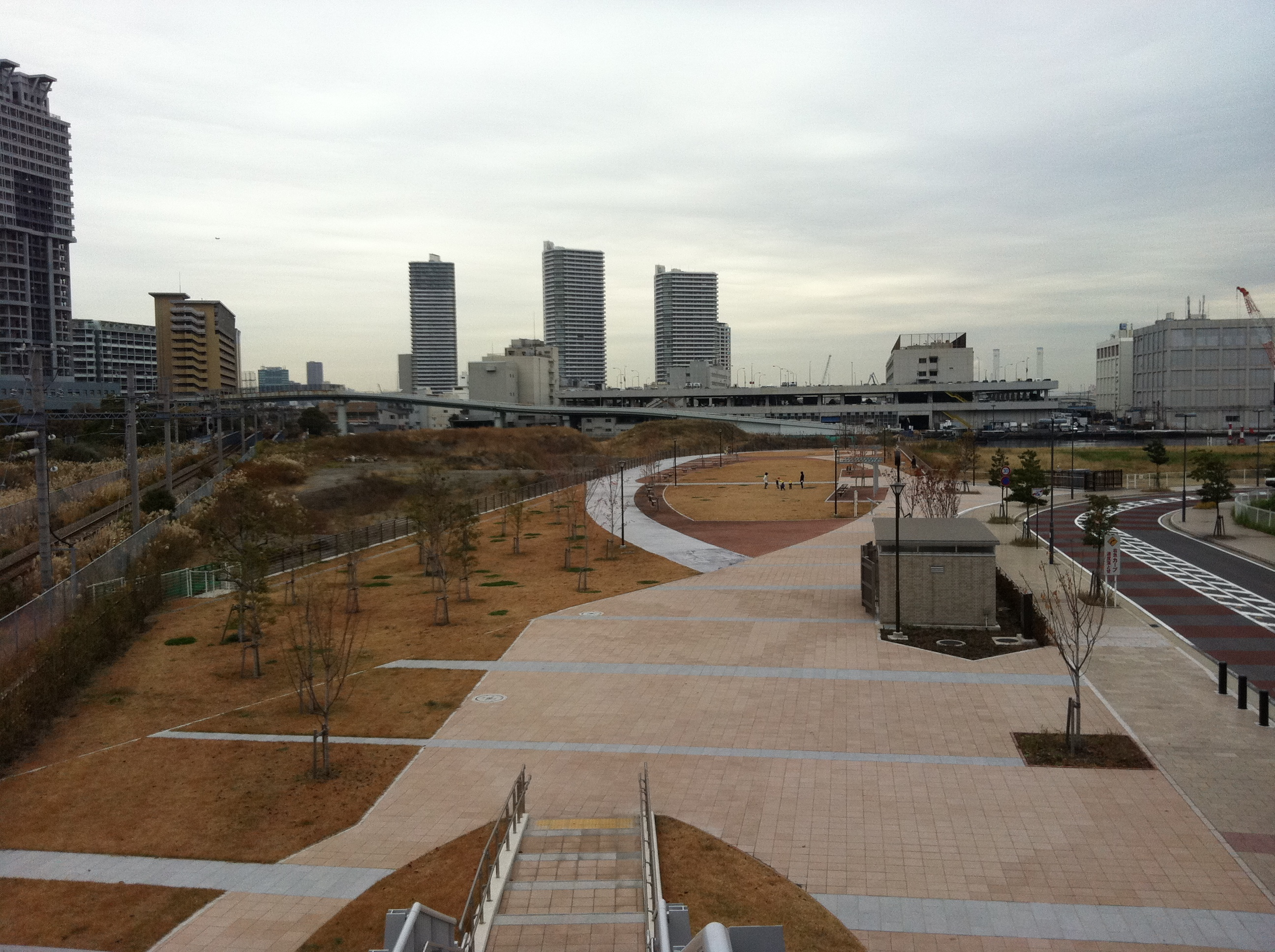
公園東側（連絡橋より）

## アクセス
- みなとみらい線新高島駅から徒歩5分